# La mano spietata della legge
La mano spietata della legge è un film poliziottesco del 1973, scritto e diretto da Mario Gariazzo.

## Trama
Il commissario De Carmine deve indagare sul delitto di un mafioso ucciso da un killer americano. Proprio quando le indagini stanno per prendere il verso giusto, scatenando una catena di delitti.
De Carmine scopre che però la mafia ottiene informazioni da suoi colleghi corrotti. La battaglia diventa così sempre più difficile, soprattutto dopo l'uccisione della sua compagna, così De Carmine si trasferisce a Milano, lasciando così le indagini.

## Distribuzione
Il film venne distribuito nel circuito cinematografico italiano il 3 novembre 1973.
Ebbe distribuzione anche in Messico a partire dall'8 gennaio 1976 ed in Francia, in cui arrivò nelle sale il 5 maggio 1976.

## Critica
Il film non fu accolto molto bene dalla critica, ne è stata sottolineata soprattutto l'eccessiva violenza. Achille Valdata scrisse su La Stampa: «Sia pure come ricalco di precedenti e ripetute esperienze non solo italiane, il film non manca di una sua torva immediatezza di linguaggio e di immagini, anche se la brutalità è eccessiva.», mentre Maurizio Porro scrisse su Il Giorno «Il film è abbastanza piatto, né serve a sorreggerlo l'interpretazione sbiadita di molti volti noti.». La critica de Il Messaggero fu: «Ancora un poliziesco all'italiana che, pur ricalcando gli schemi che contraddistinguono il genere, si fa apprezzare per un'inconsueta incisività di esposizione capace di conferire a fatti e personaggi il più efficace ritratto. Un po' troppo accentuati, forse, gli episodi di violenza il che, tuttavia, è giustificato dalla trama stessa. Buona quindi la regia di Mario Gariazzo cui va il merito, anche, di aver caratterizzato a dovere i personaggi.».

## Colonna sonora
La colonna sonora è stata composta da Stelvio Cipriani, autore di svariate colonne sonore poliziottesche negli anni settanta. L'edizione CD è edita dalla Labels nella raccolta Italian Police, assieme alla colonna sonora dei film L'uomo della strada fa giustizia e Il grande racket, composte rispettivamente da Bruno Nicolai e gli Oliver Onions. La tracklist di quest'edizione è:
1. La mano spietata della legge
2. Momenti per amare
3. Caccia urbana
4. Con sentimento
5. Amore per lei
6. Attesa drammatica
7. Amore per lei (chitarra)
8. Con sentimento (bossa)
9. Attimi d'amore
10. Relax in the swimming pool
11. Amore per lei (vers. pianoforte)
12. Una giornata triste
13. Relax in the swimming pool (shake)
14. Attimi d'amore (vers. con tastiere)
15. Violenza
16. La mano spietata della legge (finale)